# Eduard Schnedler-Sørensen
Eduard Schnedler-Sørensen (født 22. september 1886 i Rudkøbing, død 30. september 1947) var en dansk filminstruktør, manuskriptforfatter og filmproducer. I 1908 blev han ansat som salgsagent i Kinografen og derfra hos Th. S. Hermansen/Fotorama, oprindeligt som sælger, men senere som filminstruktør og manuskriptforfatter. Han debuterede som filminstruktør med filmen Den lille hornblæser (premiere 21. oktober 1909) hvor han også selv spillede rollen som landsoldaten. I 1910 kom han til Nordisk Film, hvor han i årene 1911 til 1914 instruerede og/eller producerede over 60 film, bl.a. med stumfilmsstjernen Valdemar Psilander, som han hyrede til dennes gennembrudsfilm Ved Fængslets Port (instruktør August Blom, 1911) og efter en pause yderligere 5 film hos Nordisk Film i 1917. Hans skift fra Fotorama til Nordisk Film skete på baggrund af et forlig mellem de to filmselskaber, efter at Fotorama havde beskyldt Nordisk Film for at have plagieret filmen Den hvide Slavehandel (instruktør August Blom, 1910) med en film af samme navn fra Fotorama (Den hvide Slavehandel).
I 1914 beskrev avisen Politiken hans hurtige karriere:
| „ | ...beskytter videnskap, holder stald på væddeløpsbanen, bor herskabeligt i gesandtkvarteret på Østerbro og er eier av fem. Filmfolk taler deres eget sprog, og når de siger fem, betyder det selvfølgelig 500.000 kr. | “ |
|   | — Politiken, 6. marts, 1914 |   |

Schnedler-Sørensen bredte sig ud over mange genrer, han arbejdede således både med komik og lystspil og dramatik, men hans speciale blev alligevel dramatikken.
Foruden den aktive rolle i filmverdenen som instruktør og producer, var han også administrerende direktør for Fotorama fra 1924 til 1930 og biografdirektør hos Vesterbros Teater, hvor han var fra 1913 til sin død i 1947. Han er begravet på Hellerup Kirkegård i en nu nedlagt grav.

## Filmografi
| - Den lille Hornblæser (1909) manuskript + instruktør - Holger Danske (1910) - En Børneven (1911) - Dr. Gar el Hama (1911) - Den forsvundne Mona Lisa (1911) - Folkets Vilje (1911) - I Karnevalstiden (1911) - Dødsflugten (1911) - De virkningsfulde Tabletter (1911) - Anna fra Æbeltoft (1911) - Dødsspring til Hest fra Cirkuskuplen (1912) - Det farlige Spil (1912) - Livets Baal (1912) - Shanghai'et (1912) - Levende Billeder (1912) - Bornholmeruret (1912) - Hvad Møllebranden afslørede (1912) manuskript + instruktør - Den Stærkeste (1912) - Naar Hjertet staar i Brand (1912) - Et Trekløver (1912) - Unge Pigers Værn (1912) - Du skal ikke solde (1912) - Den kære Afdøde (1912) - En god Maske (1912) - Strandingen i Vesterhavet (1912) - Hotellets nye Skopudser (1912) | - Apopleksi (1912) - Ulykkens Galoscher (1912) - Indbruddet hos Skuespillerinden (1912) - Vor Tids Dame (1912) - Mellem Storbyens Artister (1912) - Dødsangstens Maskespil (1912) - Dr. Gar el Hamas Flugt (1912) - Kærlighed og Venskab (1912) - Badets Dronning (1912) - Vennerne fra Officersskolen (1913) - Gæstespillet (1913) manuskript + instruktør - Nellys Forlovelse (1913) - Livets Blændværk (1913) - Styrmandens sidste Fart (1913) - En farlig Forbryderske (1913) - Festforestilling i Snolderød (1913) - Den fremmede Tjener (1913) - Et Skud i Mørket (1913) - Fader og Søn (1913) - En Skipperløgn (1913) - Kærlighedsprøven (1913) - En Fortid (1913) - Et Drama i Kystbanetoget (1913) - Prins for en Dag (1913) - En nydelig Ægtemand (1914) - Carl Alstrup som Soldat (1914) - Grev Zarkas Bande (1914) | - Grev Dahlborgs Hemmelighed (1914) - Søndagsjægerens Jagtæventyr (1914) - Stemmeretskvinden (1914) - Den fjerde Dame (1914) - Kvindehadernes Fald (1914) - Svindlere (1914) - En Udskejelse (1914) - Fjeldpigen (1917) manuskript + instruktør - Pigen fra Palls (1917) manuskript + instruktør - Telefondamen (1917) manuskript + instruktør - Avisdrengen (1918) manuskript + instruktør - Pigen fra Klubben (1918) manuskript + instruktør - Den store Grønlandsfilm (1922) - En Nat i København (1923) - Grænsefolket (1927) - Jeg skal til Barberen - Dixi som Pudsemand - Amerikansk Skoleskib - En Dags simpelt Fængsel - Stadig uheldig - Et Kino Drama - Knap og Hægte - Tante Bines Testamente |